# Kawetele
Kawetele ist ein Verwaltungsbezirk (Ward) des Distrikts Rungwe in der tansanischen Region Mbeya.

## Geografie
Kawetele ist ein Bezirk im Südwesten von Tansania, es ist ein Stadtteil im Westen von Tukuyu. Die Grenze im Osten bildet die Nationalstraße T10. Die Fläche des Bezirks beträgt 1,4 Quadratkilometer und bei der Volkszählung 2022 lebten hier 5358 Menschen in 1603 Haushalten.

## Gliederung
Der Bezirk besteht aus drei Orten (Kitongoji):
- Igogwe
- Kawetele chini
- Kawetele juu